# Вусач-булавоніг рогатий
Вуса́ч-булавоні́г рога́тий (лат. Rhopalopus clavipes Fabricius, 1775 = Callidium nigroplanus DeGeer, 1775 = Cerambyx morio Voet, 1806 = Cerambyx nigricans Gmelin, 1790 = Leptura vidua Geoffroy, 1785) — вид жуків з родини вусачів.

## Поширення
Rh. clavipes приналежний до пан'європейської групи видів у складі європейського зооґеографічного комплексу. Ареал охоплює всю Європу аж до Кавказу. В Карпатському Єврорегіоні України вид зустрічається відносно рідко в передгірних листяних лісах. 

## Екологія
Дорослі комахи зустрічаються переважно на зрубах в купах дров, на стовбурах дерев, ґрунті тощо. Личинка розвивається в деревині листяних дерев. 

## Морфологія

### Імаго
Rh. clavipes – порівняно великий вид. Довжина тіла становить 10-23 мм. Передньоспинка без гладеньких проміжків, іноді простежується гладенька лінія посередині диску. З боків менш-більш розширена у вигляді кутів. Тіло цілком забарвлене в чорний колір, тільки надкрила на вершинах ледь просвічують рудим.

### Личинка
Личинка характеризується матовим пронотумом, його основа в найдрібніших борозенках, що переплітаються у всіх напрямках. Голова біля основи вусиків заокруглена, з кожної її сторони по одному вічку. Ноги короткі.

## Життєвий цикл
Генерація триває 2-4 роки.